# کانون (نیومکزیکو)
کانون (به انگلیسی: Cañon) یک منطقهٔ مسکونی در ایالات متحده آمریکا است که در شهرستان سندووال، نیومکزیکو واقع شده‌است. کانون ۳۲۷ نفر جمعیت دارد و ۱٬۷۳۴٫۰۳ متر بالاتر از سطح دریا واقع شده‌است.